# 市區及郊區 (澳洲)
市區及郊區（英語：suburbs and localities）是澳洲地理分區的名稱，主要用於地址用途。市區（suburb；澳洲華人又稱作地方、境域）用於城市地區，相當於英美的「社區」及「區域」，分為內城市區（inner suburb）及外城市區（outer suburb），而郊區（locality）則用於鄉郊地區。澳洲郵區編號的分界與市區及郊區的界線相當一致。
兩者有時合稱為地址地區（address localities）。

## 外部連結
- . www.abc.net.au. 2021-01-14  [2024-03-19]. （原始内容存档于2024-03-19）.